# ロングモア彗星
ロングモア彗星（英語: 77P/Longmore）は、太陽系の周期彗星である。
オーストラリアのサイディング・スプリング天文台の口径1.22mシュミット式望遠鏡で1975年6月10日に撮影された写真上からAndrew Jonathan Longmoreが発見した。発見時の見かけの等級は17等であった。その後の観測により、ブライアン・マースデンは近日点通過日が11月4日、公転周期が6.98年と計算した。
この次の近日点通過日は1981年10月21日と予測された。日本のアマチュア天文家、関勉は同年1月2日に18等で確認した。1988年、1995年、2002年、2009年、2016年の回帰でも確認された。
1963年10月17日には木星に0.1577 auまで接近した。